# Eoophyla sejunctalis
Eoophyla sejunctalis is een vlinder uit de familie van de grasmotten (Crambidae), uit de onderfamilie van de Acentropinae. De wetenschappelijke naam van deze soort is voor het eerst gepubliceerd in 1876 door Pieter Snellen.
De voorvleugellengte varieert bij het mannetje van 8 tot 9,5 millimeter en bij het vrouwtje van 9 tot 10,5 millimeter.
De soort komt voor in China, Pakistan, India, Sri Lanka en Thailand.